# Aleksandar Radovic
Aleksandar Radovic (30 de Março de 1987, Pancevo, Sérvia) é um futebolista sérvio que joga como zagueiro atualmente pelo KS Elbasani da Albânia.